# Блокфлейта
Блокфлейтата е духов музикален инструмент, от семейството на флейтата. Може да бъде изработена от дърво или пластмаса, както и комбинация от двата материала. По продължението ѝ има дупки, които се запушват с пръст, за да се възпроизведе даден тон.

## Видове блокфлейти
- сопранова (или дискантова) – най-често използваната блокфлейта
- алтова
- тенорова
- басова

Според пръстната система, блокфлейтите се делят и на германски и барокови. Повечето големи производители (като Yamaha, Möck, Mollenhauer) предлагат най-популярните си модели и в двете системи.

## Ноти при блокфлейтата (барокова система)
| нота     | октава | кои дупки трябва да се покрият   | заден отвор    |
| -------- | ------ | -------------------------------- | -------------- |
| до       | първа  | всички дупки                     | покрит         |
| ре       | първа  | всички дупки, без най-долната    | покрит         |
| ми       | първа  | всички, без долните 2            | покрит         |
| фа       | първа  | всички, без 3-ти от долу нагоре  | покрит         |
| фа диез  | първа  | всички, без 1 и 4 от долу нагоре | покрит         |
| сол      | първа  | първите 3 от горе надолу         | покрит         |
| ла       | първа  | 1 и 2 от горе надолу             | покрит         |
| си бемол | първа  | 1, 3 и 4 от горе надолу          | покрит         |
| си       | първа  | най-горният отвор                | покрит         |
| до       | втора  | 2-ри отвор от горе надолу        | покрит         |
| ре       | втора  | отвор 2 от горе надолу           | не е покрит    |
| ми       | втора  | като ми от първа октава          | отчасти покрит |
| фа       | втора  | всички, без 1 и 3 долу           | отчасти покрит |
| фа диез  | втора  | всички, без 1, 2 и 4 долу        | отчасти покрит |
| сол      | втора  | като сол от 1-ва октава          | отчасти покрит |